# Vampyrernes nat
Vampyrernes nat er en amerikansk film fra 1967 instrueret af Roman Polanski.

## Medvirkende
- Jack MacGowran som Professor Abronsius
- Roman Polanski som Alfred, Abronsius assistent
- Sharon Tate som Sarah Shagal
- Alfie Bass som Yoine Shagal
- Ferdy Mayne som Grev von Krolock / Narrator
- Terry Downes som Koukol
- Fiona Lewis som Magda
- Iain Quarrier som Herbert von Krolock
- Jessie Robins som Rebecca Shagal
- Ronald Lacey som byens tosse
- Sydney Bromley som kane kusk
- Andreas Malandrinos som skovhugger
- Otto Diamant som skovhugger
- Matthew Walters som skovhugger
- Vladek Sheybal som Herbert von Krolock (stemme, ukrediteret)